# Método de barrido rápido
En matemáticas aplicadas, el método de barrido rápido es un método numérico para resolver problemas de condición de frontera de la ecuación de Eikonal.
{\displaystyle |\nabla u(\mathbf {x} )|={\frac {1}{f(\mathbf {x} )}}{\text{ for }}\mathbf {x} \in \Omega }
{\displaystyle u(\mathbf {x} )=0{\text{ for }}\mathbf {x} \in \partial \Omega }
donde {\displaystyle \Omega } es un conjunto abierto en {\displaystyle \mathbb {R} ^{n}}, {\displaystyle f(\mathbf {x} )} es una función con valores positivos, {\displaystyle \partial \Omega } es un límite de buen comportamiento del conjunto abierto y {\displaystyle |\cdot |} es la norma euclidiana .
El método de barrido rápido es un método iterativo que utiliza la diferencia de ceñida para la discretización y utiliza iteraciones de Gauss-Seidel con orden de barrido alterno para resolver la ecuación de Eikonal discretizada en una cuadrícula rectangular. Los orígenes de este enfoque se encuentran en la teoría del control . Aunque han existido métodos de barrido rápido en la teoría de control, fue propuesto por primera vez para las ecuaciones de Eikonal por Hongkai Zhao, un matemático aplicado de la Universidad de California en Irvine .
Los algoritmos de barrido son muy eficientes para resolver ecuaciones de Eikonal cuando las curvas características correspondientes no cambian de dirección con mucha frecuencia.